# Secà de Sant Pere
El  Secà de Sant Pere és un barri de Lleida situat al nord-est del nucli urbà.
L'any 2007 tenia 3.886 habitants. La Seva Festa Major se celebra el cap de setmana abans o després de la festa de Sant Pere, patró del barri (29 juny). S'hi troba l'Institut Torre Vicens, públic i fundat en 1991, on s'hi imparteixen estudis d'Educació Secundària Obligatòria.
Història:
Julián Garrido, president de l'associació de veïns i un declarat enamorat del barri, on va arribar quan tenia 10 anys, no es cansa d'insistir que l'església va ser el nexe d'unió dels seus habitants als anys seixanta i setanta. “Organitzàvem moltes activitats a través del moviment juvenil Cors Valents i també colònies durant els estius per als nens. Volíem col·laborar en la seva educació i que ho passessin bé, la majoria dels habitants del barri érem immigrants arribats d'Andalusia i de classes humils”, explica Julián, mentre recorda que va ser al despatx parroquial on va néixer l'entitat veïnal. Aleshores no hi havia ni la Guàrdia Civil ni gairebé cap equipament públic.

La companyonia i l’esperit de col·laboració entre els veïns també va ser essencial per al creixement del barri, coincideixen a senyalar la seva “gent”. Eren les mateixes famílies les que van arribar a autoconstruir-se les habitatges a la dècada dels seixanta per contrarestar la manca de recursos econòmics i de subvencions públiques. “Quan vaig arribar només hi havia una dotzena de cases alçades al Secà, la resta eren cultius i horts”, diu Julián.